# Kommunalwahlen in Südtirol 1985/89
Die Kommunalwahlen in Südtirol 1985 fanden am 12. Mai in 114 von 116 Gemeinden statt.
In den Gemeinden Sexten und Niederdorf fand keine Wahl statt, da der Gemeinderat bereits 1983 erneuert worden war. In Bozen fand am 7. Mai 1989 eine Neuwahl statt. 

## Gemeinden mit mehr als 5.000 Einwohnern

### Bozen

#### Wahl 1985
| Listen                   | Listen                                        | Stimmen | %    | Mandate |
| ------------------------ | --------------------------------------------- | ------- | ---- | ------- |
|                          | Movimento Sociale Italiano – Destra Nazionale | 16.326  | 22,7 | 11      |
|                          | Südtiroler Volkspartei                        | 14.782  | 20,5 | 10      |
|                          | Democrazia Cristiana                          | 13.292  | 18,4 | 9       |
|                          | Partito Comunista Italiano                    | 8.928   | 12,4 | 6       |
|                          | Partito Socialista Italiano                   | 6.382   | 8,9  | 5       |
|                          | Unabhängige                                   | 6.082   | 8,4  | 4       |
|                          | Partito Repubblicano Italiano                 | 2.266   | 3,1  | 2       |
|                          | Partito Socialista Democratico Italiano       | 1.155   | 1,6  | 1       |
|                          | Partito Liberale Italiano                     | 903     | 1,3  | 1       |
|                          | Partito Popolare Pensionati                   | 826     | 1,1  | 1       |
|                          | Democrazia Proletaria                         | 655     | 0,9  | –       |
|                          | Partei der Unabhängigen                       | 468     | 0,6  | –       |
| Gesamt                   | Gesamt                                        | 72.065  | 100  | 50      |
|                          |                                               |         |      |         |
| Ungültige Stimmen        | Ungültige Stimmen                             | 2.011   | 2,7  |         |
| Wähler                   | Wähler                                        | 74.076  | 90,9 |         |
| Wahlberechtigte          | Wahlberechtigte                               | 81.462  |      |         |
|                          |                                               |         |      |         |
| Quelle: Innenministerium |                                               |         |      |         |

#### Wahl 1989
| Listen                   | Listen                                        | Stimmen | %    | Mandate |
| ------------------------ | --------------------------------------------- | ------- | ---- | ------- |
|                          | Movimento Sociale Italiano – Destra Nazionale | 19.655  | 27,1 | 13      |
|                          | Südtiroler Volkspartei                        | 14.158  | 19,5 | 10      |
|                          | Democrazia Cristiana                          | 12.363  | 17,1 | 8       |
|                          | Verdi Alternativi                             | 8.768   | 12,1 | 6       |
|                          | Partito Comunista Italiano                    | 6.125   | 8,5  | 4       |
|                          | Partito Socialista Italiano                   | 5.406   | 7,5  | 4       |
|                          | Partito Repubblicano Italiano                 | 1.577   | 2,2  | 1       |
|                          | Partito Pensionati                            | 1.041   | 1,4  | 1       |
|                          | Partito Socialista Democratico Italiano       | 960     | 1,3  | 1       |
|                          | Partito Liberale Italiano                     | 794     | 1,1  | 1       |
|                          | Ladins                                        | 649     | 0,9  | 1       |
|                          | Democrazia Proletaria                         | 603     | 0,8  | –       |
|                          | Partito Democratico Pensionati                | 333     | 0,5  | –       |
| Gesamt                   | Gesamt                                        | 72.432  | 100  | 50      |
|                          |                                               |         |      |         |
| Ungültige Stimmen        | Ungültige Stimmen                             | 2.288   | 3,1  |         |
| Wähler                   | Wähler                                        | 74.720  | 90,0 |         |
| Wahlberechtigte          | Wahlberechtigte                               | 82.997  |      |         |
|                          |                                               |         |      |         |
| Quelle: Innenministerium |                                               |         |      |         |

### Brixen
| Listen                   | Listen                                        | Stimmen | %    | Mandate |
| ------------------------ | --------------------------------------------- | ------- | ---- | ------- |
|                          | Südtiroler Volkspartei                        | 6.772   | 62,9 | 19      |
|                          | Democrazia Cristiana                          | 1.524   | 14,2 | 4       |
|                          | Unabhängige                                   | 818     | 7,6  | 2       |
|                          | Movimento Sociale Italiano – Destra Nazionale | 767     | 7,1  | 2       |
|                          | Partito Socialista Italiano                   | 439     | 4,1  | 1       |
|                          | Partei der Unabhängigen                       | 214     | 2,0  | 1       |
|                          | Partito Repubblicano Italiano                 | 129     | 1,2  | 1       |
|                          | Partito Socialista Democratico Italiano       | 107     | 1,0  | –       |
| Gesamt                   | Gesamt                                        | 10.770  | 100  | 30      |
|                          |                                               |         |      |         |
| Ungültige Stimmen        | Ungültige Stimmen                             | 299     | 2,7  |         |
| Wähler                   | Wähler                                        | 11.069  | 89,6 |         |
| Wahlberechtigte          | Wahlberechtigte                               | 12.350  |      |         |
|                          |                                               |         |      |         |
| Quelle: Innenministerium |                                               |         |      |         |

### Bruneck
| Listen                   | Listen                                        | Stimmen | %    | Mandate |
| ------------------------ | --------------------------------------------- | ------- | ---- | ------- |
|                          | Südtiroler Volkspartei                        | 5.410   | 70,7 | 21      |
|                          | Democrazia Cristiana                          | 451     | 5,9  | 2       |
|                          | Unabhängige                                   | 389     | 5,1  | 2       |
|                          | Partito Socialista Italiano                   | 365     | 4,8  | 1       |
|                          | Movimento Sociale Italiano – Destra Nazionale | 288     | 3,8  | 1       |
|                          | Partito Comunista Italiano                    | 271     | 3,5  | 1       |
|                          | Partei der Unabhängigen                       | 260     | 3,4  | 1       |
|                          | Unabhängige                                   | 161     | 2,1  | 1       |
|                          | Partito Repubblicano Italiano                 | 60      | 0,8  | –       |
| Gesamt                   | Gesamt                                        | 7.655   | 100  | 30      |
|                          |                                               |         |      |         |
| Ungültige Stimmen        | Ungültige Stimmen                             | 240     | 3,0  |         |
| Wähler                   | Wähler                                        | 7.895   | 91,1 |         |
| Wahlberechtigte          | Wahlberechtigte                               | 8.666   |      |         |
|                          |                                               |         |      |         |
| Quelle: Innenministerium |                                               |         |      |         |

### Eppan
| Listen                   | Listen                                        | Stimmen | %    | Mandate |
| ------------------------ | --------------------------------------------- | ------- | ---- | ------- |
|                          | Südtiroler Volkspartei                        | 5.638   | 79,9 | 24      |
|                          | Partei der Unabhängigen                       | 527     | 7,5  | 2       |
|                          | Democrazia Cristiana                          | 296     | 4,2  | 1       |
|                          | Partito Socialista Italiano                   | 223     | 3,2  | 1       |
|                          | Partito Comunista Italiano                    | 165     | 2,3  | 1       |
|                          | Movimento Sociale Italiano – Destra Nazionale | 143     | 2,0  | –       |
|                          | Partito Repubblicano Italiano                 | 60      | 0,9  | 1       |
| Gesamt                   | Gesamt                                        | 7.052   | 100  | 30      |
|                          |                                               |         |      |         |
| Ungültige Stimmen        | Ungültige Stimmen                             | 188     | 2,6  |         |
| Wähler                   | Wähler                                        | 7.240   | 92,3 |         |
| Wahlberechtigte          | Wahlberechtigte                               | 7.844   |      |         |
|                          |                                               |         |      |         |
| Quelle: Innenministerium |                                               |         |      |         |

### Kaltern
| Listen                   | Listen                      | Stimmen | %    | Mandate |
| ------------------------ | --------------------------- | ------- | ---- | ------- |
|                          | Südtiroler Volkspartei      | 3.554   | 87,5 | 17      |
|                          | Bürgerliste                 | 183     | 4,5  | 1       |
|                          | Democrazia Cristiana        | 136     | 3,3  | 1       |
|                          | Unabhängige                 | 125     | 3,1  | 1       |
|                          | Partito Socialista Italiano | 65      | 1,6  | –       |
| Gesamt                   | Gesamt                      | 4.063   | 100  | 20      |
|                          |                             |         |      |         |
| Ungültige Stimmen        | Ungültige Stimmen           | 106     | 2,5  |         |
| Wähler                   | Wähler                      | 4.169   | 93,4 |         |
| Wahlberechtigte          | Wahlberechtigte             | 4.463   |      |         |
|                          |                             |         |      |         |
| Quelle: Innenministerium |                             |         |      |         |

### Kastelruth
| Listen                   | Listen                      | Stimmen | %    | Mandate |
| ------------------------ | --------------------------- | ------- | ---- | ------- |
|                          | Südtiroler Volkspartei      | 3.031   | 85,6 | 17      |
|                          | Unabhängige                 | 258     | 7,3  | 1       |
|                          | Democrazia Cristiana        | 124     | 3,5  | 1       |
|                          | Partei der Unabhängigen     | 101     | 2,9  | 1       |
|                          | Partito Socialista Italiano | 26      | 0,7  | –       |
| Gesamt                   | Gesamt                      | 3.540   | 100  | 20      |
|                          |                             |         |      |         |
| Ungültige Stimmen        | Ungültige Stimmen           | 63      | 1,7  |         |
| Wähler                   | Wähler                      | 3.603   | 92,9 |         |
| Wahlberechtigte          | Wahlberechtigte             | 3.879   |      |         |
|                          |                             |         |      |         |
| Quelle: Innenministerium |                             |         |      |         |

### Lana
| Listen                   | Listen                                        | Stimmen | %    | Mandate |
| ------------------------ | --------------------------------------------- | ------- | ---- | ------- |
|                          | Südtiroler Volkspartei                        | 4.323   | 80,4 | 16      |
|                          | Bürgerliste                                   | 563     | 10,5 | 2       |
|                          | Democrazia Cristiana                          | 192     | 3,6  | 1       |
|                          | Partei der Unabhängigen                       | 145     | 2,7  | 1       |
|                          | Partito Socialista Italiano                   | 86      | 1,6  | –       |
|                          | Movimento Sociale Italiano – Destra Nazionale | 66      | 1,2  | –       |
| Gesamt                   | Gesamt                                        | 5.375   | 100  | 20      |
|                          |                                               |         |      |         |
| Ungültige Stimmen        | Ungültige Stimmen                             | 135     | 2,5  |         |
| Wähler                   | Wähler                                        | 5.510   | 92,6 |         |
| Wahlberechtigte          | Wahlberechtigte                               | 5.953   |      |         |
|                          |                                               |         |      |         |
| Quelle: Innenministerium |                                               |         |      |         |

### Leifers
| Listen                   | Listen                                        | Stimmen | %    | Mandate |
| ------------------------ | --------------------------------------------- | ------- | ---- | ------- |
|                          | Südtiroler Volkspartei                        | 2.140   | 24,7 | 7       |
|                          | Democrazia Cristiana                          | 1.768   | 20,4 | 6       |
|                          | Partito Socialista Italiano                   | 1.546   | 17,9 | 5       |
|                          | Movimento Sociale Italiano – Destra Nazionale | 1.248   | 14,4 | 4       |
|                          | Partito Comunista Italiano                    | 949     | 11,0 | 3       |
|                          | Unabhängige                                   | 427     | 4,9  | 2       |
|                          | Partito Repubblicano Italiano                 | 290     | 3,4  | 1       |
|                          | Partei der Unabhängigen                       | 144     | 1,7  | 1       |
|                          | Partito Socialista Democratico Italiano       | 136     | 1,6  | 1       |
| Gesamt                   | Gesamt                                        | 8.648   | 100  | 30      |
|                          |                                               |         |      |         |
| Ungültige Stimmen        | Ungültige Stimmen                             | 297     | 3,3  |         |
| Wähler                   | Wähler                                        | 8.945   | 91,8 |         |
| Wahlberechtigte          | Wahlberechtigte                               | 9.743   |      |         |
|                          |                                               |         |      |         |
| Quelle: Innenministerium |                                               |         |      |         |

### Meran
| Listen                   | Listen                                                    | Stimmen | %    | Mandate |
| ------------------------ | --------------------------------------------------------- | ------- | ---- | ------- |
|                          | Südtiroler Volkspartei                                    | 9.399   | 42,3 | 17      |
|                          | Democrazia Cristiana                                      | 3.905   | 17,6 | 7       |
|                          | Movimento Sociale Italiano – Destra Nazionale             | 2.655   | 11,9 | 5       |
|                          | Partito Comunista Italiano                                | 1.781   | 8,0  | 3       |
|                          | Partito Socialista Italiano                               | 1.411   | 6,3  | 3       |
|                          | Unabhängige                                               | 1.383   | 6,2  | 2       |
|                          | Unabhängige                                               | 648     | 2,9  | 1       |
|                          | Partito Liberale Italiano – Partito Repubblicano Italiano | 512     | 2,3  | 1       |
|                          | Partito Socialista Democratico Italiano                   | 337     | 1,5  | 1       |
|                          | Partei der Unabhängigen                                   | 205     | 0,9  | –       |
| Gesamt                   | Gesamt                                                    | 22.236  | 100  | 40      |
|                          |                                                           |         |      |         |
| Ungültige Stimmen        | Ungültige Stimmen                                         | 709     | 3,1  |         |
| Wähler                   | Wähler                                                    | 22.945  | 88,6 |         |
| Wahlberechtigte          | Wahlberechtigte                                           | 25.892  |      |         |
|                          |                                                           |         |      |         |
| Quelle: Innenministerium |                                                           |         |      |         |

### Ritten
| Listen                   | Listen                                        | Stimmen | %    | Mandate |
| ------------------------ | --------------------------------------------- | ------- | ---- | ------- |
|                          | Südtiroler Volkspartei                        | 3.344   | 93,5 | 19      |
|                          | Bürgerliste                                   | 131     | 3,7  | 1       |
|                          | Democrazia Cristiana                          | 66      | 1,8  | –       |
|                          | Partito Socialista Italiano                   | 18      | 0,5  | –       |
|                          | Movimento Sociale Italiano – Destra Nazionale | 16      | 0,4  | –       |
| Gesamt                   | Gesamt                                        | 3.575   | 100  | 20      |
|                          |                                               |         |      |         |
| Ungültige Stimmen        | Ungültige Stimmen                             | 84      | 2,3  |         |
| Wähler                   | Wähler                                        | 3.659   | 93,1 |         |
| Wahlberechtigte          | Wahlberechtigte                               | 3.930   |      |         |
|                          |                                               |         |      |         |
| Quelle: Innenministerium |                                               |         |      |         |

### Sarntal
| Listen                   | Listen                  | Stimmen | %    | Mandate |
| ------------------------ | ----------------------- | ------- | ---- | ------- |
|                          | Südtiroler Volkspartei  | 3.679   | 95,6 | 19      |
|                          | Partei der Unabhängigen | 169     | 4,4  | 1       |
| Gesamt                   | Gesamt                  | 3.848   | 100  | 20      |
|                          |                         |         |      |         |
| Ungültige Stimmen        | Ungültige Stimmen       | 143     | 3,6  |         |
| Wähler                   | Wähler                  | 3.991   | 91,9 |         |
| Wahlberechtigte          | Wahlberechtigte         | 4.344   |      |         |
|                          |                         |         |      |         |
| Quelle: Innenministerium |                         |         |      |         |

### Sterzing
| Listen                   | Listen                                        | Stimmen | %    | Mandate |
| ------------------------ | --------------------------------------------- | ------- | ---- | ------- |
|                          | Südtiroler Volkspartei                        | 2.393   | 70,9 | 14      |
|                          | Democrazia Cristiana                          | 344     | 10,2 | 2       |
|                          | Partito Comunista Italiano                    | 209     | 6,2  | 1       |
|                          | Movimento Sociale Italiano – Destra Nazionale | 153     | 4,5  | 1       |
|                          | Partito Socialista Italiano                   | 140     | 4,2  | 1       |
|                          | Partito Repubblicano Italiano                 | 134     | 4,0  | 1       |
| Gesamt                   | Gesamt                                        | 3.373   | 100  | 20      |
|                          |                                               |         |      |         |
| Ungültige Stimmen        | Ungültige Stimmen                             | 141     | 4,0  |         |
| Wähler                   | Wähler                                        | 3.514   | 91,4 |         |
| Wahlberechtigte          | Wahlberechtigte                               | 3.843   |      |         |
|                          |                                               |         |      |         |
| Quelle: Innenministerium |                                               |         |      |         |